# مارك غيلبرت
مارك غيلبرت (بالإنجليزية: Mark Gilbert)‏ هو لاعب كرة قاعدة ودبلوماسي أمريكي، ولد في 22 أغسطس 1956 في أتلانتا في الولايات المتحدة.

## وصلات خارجية
- مارك غيلبرت على موقعبيزبول رفرنس.كوم (الدوري الرئيسي) (الإنجليزية)
- مارك غيلبرت على موقعبيزبول رفرنس.كوم (الدوري الثانوي) (الإنجليزية)
- مارك غيلبرت على موقع مشجعي الرسوم البيانية (الإنجليزية)
- مارك غيلبرت على موقع كلية كرة السلة في سبورتس رفرنس.كوم (الإنجليزية)